# 石垣島鸚竺鯛
石垣島鸚竺鯛（學名：Ostorhinchus ishigakiensis），又稱石恒天竺鯛、石垣島鸚天竺鯛，為輻鰭魚綱鈎頭魚目天竺鯛科鸚竺鯛屬的其中一個種。

## 分布
本魚分布於日本及菲律賓海域。

## 特徵
本魚體延長而側扁，眼大，口大略下位。體呈土黃色，腹部銀白色，側線明顯，體具有不明顯的乳狀斑點，背鰭硬棘8枚；背鰭軟條9枚；臀鰭硬棘2枚；臀鰭軟條8枚，體長可達6公分。

## 生態
本魚棲息於礁石區，成群出現，夜間出來覓食，屬肉食性。繁殖期時，雄魚具有口孵習性，卵約7日化成仔魚，由雄魚吐出，具短暫的仔魚飄浮期。

## 經濟利用
不具經濟價值。